# Aitai Lonely Christmas
Aitai Lonely Christmas (会いたいロンリークリスマス Aitai ronrīkurisumasu?, Quiero conocerte esta navidad a solas) es el decimocuarto sencillo oficial de ℃-ute. El sencillo fue lanzado en ediciones limitadas A, limitadas B y regulares, y ambas ediciones limitadas vienen con DVD extra. No hubo Single V ya que el MV, y el Dance Shot, salieron antes en el Music V Tokushuu ③ ~Cutie Visual~

## Lista de canciones

### CD
- Aitai Lonely Christmas
- Seishun! Mugen Power (青春！無限パワー)
- Aitai Lonely Christmas (Instrumental)

### Edición Limitada A (DVD)
- Aitai Lonely Christmas (Christmas House Ver.)

### Edición Limitada B (DVD)
- Aitai Lonely Christmas (Christmas Night Ver.)

### Event V
- Aitai Lonely Christmas (Yajima Maimi Solo Ver.)
- Aitai Lonely Christmas (Nakajima Saki Solo Ver.)
- Aitai Lonely Christmas (Suzuki Airi Solo Ver.)
- Aitai Lonely Christmas (Okai Chisato Solo Ver.)
- Aitai Lonely Christmas (Hagiwara Mai Solo Ver.)

## Miembros presentes en el sencillo
- Maimi Yajima
- Saki Nakajima
- Airi Suzuki
- Chisato Okai
- Mai Hagiwara